# Кухтерин, Алексей Евграфович
Алексе́й Евгра́фович Кухте́рин (13 марта 1861, Щукина, Тобольская губерния, Российская империя — 1 марта 1911, Томск, Российская империя) — русский купец первой гильдии, промышленник, общественный деятель и меценат. Представитель купеческой династии Кухтериных.
Носил почётное звание коммерции советника.

## Биография
Алексей Кухтерин родился 13 марта 1861 года в деревне Щукина, Тобольская губерния, в семье купца и основателя династии Евграфа Николаевича Кухтерина. Он был старшим из трёх сыновей, был также средний брат Иннокентий и младший Александр.
После смерти отца в 1887 году стал наследником и главой семьи. Унаследовал, в том числе, спичечную фабрику «Заря».
В 1892 году пожертвовал тысячу рублей на устройство химической лаборатории Императорского Томского университета, а также финансировал научные экспедиции профессора Степана Осиповича (Иосифовича) Залесского по изучению целебных свойств сибирских озёр.
В октябре 1894 года Кухтериным было проведено электричество на спичечную фабрику. Таким образом, он одним из первых предпринимателей Сибири (наряду с И. Л. Фуксманом) использовал электроэнергию на предприятии. В следующем году Алексей стал основным пайщиком товарищества «Технико-промышленное бюро и К° для электрического освещения в Томске».
Когда в 1898 году для строительства большого здания Общественного собрания (совр. Дом офицеров) была создана строительная комиссия, в её состав вошли Кухтерин, Фуксман и архитектор Константин Лыгин.
В 1901 году на деньги Алексея Евграфовича было построено первое в Сибири коммерческое училище в Томске; вместе с женой купец состоял в попечительском совете училища. В этот же период он пожертвовал одно из принадлежащих ему зданий на родильный приют.
Скончался 1 марта 1911 года от воспаления почек.

## Политические взгляды
Был влиятельным деятелем и спонсором право-либеральной партии «Союз 17-го октября». Известно, что до того как примкнуть к либералам, Алексей Кухтерин поддерживал «черносотенцев».